# ارزیابی عملکرد کلیه

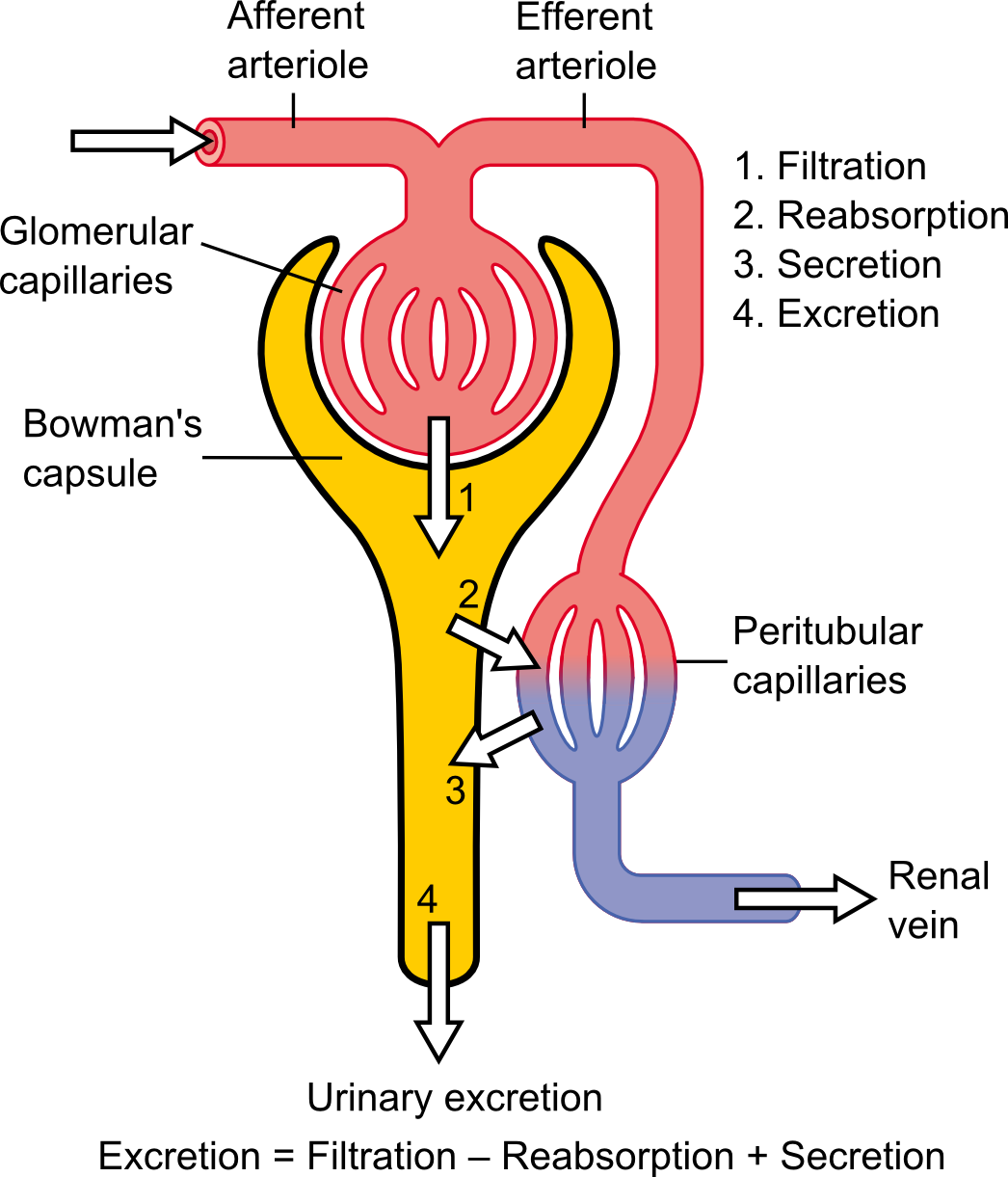
تصویر شماتیک یک نفرون و خون‌رسانی به آن. در این تصویر، مکانیسم‌های اساسی فیزیولوژیکی نفرون مانند فیلتراسیون، ترشح، جذب مجدد و دفع به‌طور ساده نشان داده شده‌اند.

ارزیابی عملکرد کلیه (به انگلیسی: Assessment of kidney function) به روش‌های مختلفی، با استفاده از بررسی علائم و نشانه‌ها و همچنین اندازه‌گیری با استفاده از آزمایش ادرار، آزمایش خون و تصویربرداری پزشکی انجام می‌شود.
عملکرد کلیه سالم شامل حفظ تعادل مایعات بدن، حفظ تعادل اسید و باز، تنظیم الکترولیت‌ها از جمله سدیم، پتاسیم و سایر الکترولیت‌ها، پاک‌سازی سموم، تنظیم فشار خون، تنظیم هورمون‌ها مانند اریتروپوئیتین و فعال‌سازی ویتامین دی است.

## آزمایش ادرار
بخشی از ارزیابی عملکرد کلیه شامل اندازه‌گیری ترکیبات و محتوای ادرار است. عملکرد غیرطبیعی کلیه ممکن است باعث تولید ادرار زیاد یا کم شود. توانایی کلیه‌ها در فیلتر و پالایش کردن پروتئین‌ها اغلب با بررسی میزان آلبومین ادرار، اندازه‌گیری می‌شود.

## آزمایش خون
از آزمایش خون نیز برای ارزیابی عملکرد کلیه‌ها استفاده می‌شود. این آزمایش‌ها شامل آزمایش سنجش مستقیم عملکرد کلیه‌ها و همچنین آزمایش بررسی شواهدی از مشکلات عملکردی کلیه‌ها هستند. یکی از معیارهای عملکرد کلیه میزان فیلتراسیون گلومرولی (GFR) است. سایر آزمایش‌های خونی که می‌توانند عملکرد کلیه‌ها را ارزیابی کنند شامل ارزیابی سطح الکترولیت‌ها مانند پتاسیم و فسفات، ارزیابی وضعیت اسید و باز با اندازه‌گیری بی‌کربنات موجود در خون و شمارش سلول‌های خون برای بررسی کم‌خونی است.

### میزان فیلتراسیون گلومرولی
میزان فیلتراسیون گلومرولی (GFR) حجم مایع فیلتر شده در یک گلومرول به کپسول بومن در واحد زمان است. نتایج این آزمایش برای ارزیابی عملکرد دفعی کلیه‌ها و مرحله‌بندی بیماری کلیوی مزمن، بررسی پروتئینوری و بررسی علل بیماری‌های کلیوی است. این عدد با استفاده از فرمول زیر، محاسبه می‌شود.
{\displaystyle GFR={\frac {{\mbox{Urine Concentration}}\times {\mbox{Urine Flow}}}{\mbox{Plasma Concentration}}}}

## تصویربرداری پزشکی
عملکرد کلیه را می‌توان با تصویربرداری پزشکی نیز ارزیابی کرد. برخی از روش‌های تصویربرداری پزشکی، مانند سونوگرافی و سی‌تی اسکن، می‌توانند اطلاعات مفیدی در مورد وضعیت کلیه‌ها به پزشک ارائه کنند. روش‌هایی مانند آزمایش‌های پزشکی هسته‌ای نیز می‌توانند مستقیماً عملکرد کلیه را با اندازه‌گیری پرفیوژن و دفع مواد رادیواکتیو از طریق کلیه‌ها ارزیابی کنند.